# Notegölen
Notegölen är en sjö i Högsby kommun i Småland och ingår i Alsteråns huvudavrinningsområde. Notegölen ligger i Alsteråns vattensystem Natura 2000-område.